# Gerichtsbezirk Königliche Weinberge
Der Gerichtsbezirk Königliche Weinberge (tschechisch: soudní okres Královské Vinohrady) war ein dem Bezirksgericht Königliche Weinberge unterstehender Gerichtsbezirk im Kronland Böhmen. Er umfasste Gebiete im heutigen Stadtgebiet von Prag. Zentrum und Gerichtssitz des Gerichtsbezirks war die Stadt Königliche Weinberge (Královské Vinohrady). Das Gebiet gehörte seit 1918 zur neu gegründeten Tschechoslowakei und ist seit 1993 Teil der Tschechischen Republik.

## Geschichte
Die ursprüngliche Patrimonialgerichtsbarkeit wurde im Kaisertum Österreich nach den Revolutionsjahren 1848/49 aufgehoben. An ihre Stelle traten die Bezirks-, Landes- und Oberlandesgerichte, die nach den Grundzügen des Justizministers geplant und deren Schaffung am 6. Juli 1849 von Kaiser Franz Joseph I. genehmigt wurde. Auf dem Gebiet des späteren Gerichtsbezirks Königliche Weinberge entstand zunächst der Gerichtsbezirk Karolinenthal (Karlín), der 1854 aus 71 Katastralgemeinde bestand und zum Kreis Prag gehörte. Im Zuge der Trennung der politischen von der judikativen Verwaltung bildete der Gerichtsbezirk Karolinenthal ab 1868 gemeinsam mit den Gerichtsbezirken Brandeis (Brandýs) und Eule (Jílové) den Bezirk Karolinenthal.
1876 wurde schließlich die Errichtung des Gerichtsbezirks Königliche Weinberge bestimmt, wofür die Gemeinden Braník, Chodov, Hodkovičky, Hostivař (Hostiwar), Hrdlořezy, Krč, Kunratice (Kunratitz), Malešice (Maleschitz), Michle, Nusle, Podol, Štěrboholy, Strašnice (Straschnitz), Vinohrady I, II (Königliche Weinberge I und II), Vršovice (Wrschowitz) und Záběhlice aus dem Gerichtsbezirk Karolinenthal ausgeschieden wurden. Zusammen bildeten sie den Gerichtsbezirk Königliche Weinberge. Auf Grund des Standorts des Bezirksgerichts in der Gemeinde Königliche Weinberge II wurde der Gerichtsbezirk ursprünglich auch Gerichtsbezirk Königliche Weinberge II genannt. Amtswirksam wurde diese Änderung per 1. August 1878, wobei mit diesem Datum auch das neue Bezirksgericht seine Tätigkeit aufnahm. Die Abspaltung des Gerichtsbezirks Königliche Weinberge fand 1884 auch ihren Niederschlag in der Verwaltung. Per 1. Oktober 1884 bestimmte das Innenministerium per Verordnung die Teilung des Bezirks Karolinenthal in die Bezirke Karolinenthal und Königliche Weinberge, wobei der Bezirk Königliche Weinberge aus den Gerichtsbezirke Königliche Weinberge und Eule gebildet wurde. Sitz der Bezirkshauptmannschaft war dabei die Stadt Königliche Weinberge.
1901 wurde die gerichtliche Organisation des Gebietes neuerlich stark verändert und die Abspaltung der Gemeinden Braník, Hodkovičky, Krč, Kunratice (Kunratitz), Michle, Nusle und Podol beschlossen. Aus ihren wurde nun der Gerichtsbezirk Nusle gebildet, wobei das Bezirksgericht per 1. Jänner 1904 seine Tätigkeit aufnahm.
Im Gerichtsbezirk Königliche Weinberge lebten 1900 52.504 Personen. 1910 wies der Gerichtsbezirk eine Bevölkerung von 77.120 Personen auf, von denen 6.911 Deutsch (9,0 %) und 69.091 Tschechisch (89,6 %) als Umgangssprache angaben. Im Gerichtsbezirk lebten zudem 1.118 Anderssprachige oder Staatsfremde.
Durch die Grenzbestimmungen des am 10. September 1919 abgeschlossenen Vertrages von Saint-Germain kam der Gerichtsbezirk Königliche Weinberge vollständig zur neugegründeten Tschechoslowakei. 1922 erfolgte die Eingemeindung der damals drittgrößten Stadt zu Prag.

## Gerichtssprengel
Der Gerichtssprengel umfasste 1910 die lediglich die Stadt Königliche Weinberge (Královské Vinohrady).